# Československá obec legionářská Jednota Hradec Králové
Jednota Československé obce legionářské Hradec Králové je jednou ze základních jednotek vnitřní organizace Československé obce legionářské na Královéhradecku.

## Historie jednoty
Jednota Československé obce legionářské v Hradci Králové byla založena 29. května 1921, jakožto jednotné zájmové uskupení všech legionářů pocházejících z Hradce Králové. U jejího zrodu stál dlouholetý předseda František Maryška, ruský legionář a soudce Okresního soudu, dalšími významnými představiteli byli Václav Holý, ruský legionář a obchodník s textilem, Karel Tomášek, ruský legionář a účetní a Josef Šeda, italský legionář. Krátce po založení Československé obce legionářské, působící prostřednictvím jednot jako celorepubliková organizace, se ukázalo, že bude nutné vytvořit vyšší celky legionářské organizace – župy. Sídlem župy pro Východní Čechy byl určen Hradec Králové.
Činnost jednoty v době první republiky zahrnovala práci organizační, snahy vzdělávací, národně a hospodářky zajišťovací, humanitní, sociální i pokrokově výchovné. Pro veřejnost se konaly různé akce s rázem národních slavností. Podílela se na nich župa s jednotou z místa, kde se akce konala.
Po okupaci republiky Němci byla Československá obec legionářská v roce 1941 rozpuštěna a veškerý její majetek zabaven. Královéhradecká jednota byla pak po válce obnovena zástupci jednoty z období první republiky.
Po únoru 1948 byla Československá obec legionářská, královéhradeckou jednotu nevyjímaje, začleněna bez souhlasu členstva do jednotného Svazu bojovníků za svobodu, později přejmenovaného na Svaz protifašistických bojovníků. Vedení této organizace požádalo dne 17. července 1949 o výmaz Československé obce legionářské z rejstříku registrace, čímž byla protiprávně zrušena.
Jednota Hradec Králové byla znovuobnovena 15. října 1991. U jejího vzkříšení stáli dlouholetí členové a významní veteráni br. Antonín Čámský, br. Robert Hladil, br. Vasil Hlíba a v neposlední řadě dlouholetý předseda br. Ladislav Holý. Funkci předsedy od října roku 2013, vykonává br. Radek Vorel.

## Činnost jednoty
V Hradci Králové a celém regionu je jednota tradičním organizátorem oslav konce druhé světové války, Dne vzniku Československa, Dne válečných veteránů a vzpomínkových pietních aktů u hrobů a památníků padlých. Svojí účastí podporuje připomínání těchto a dalších významných dnů naší novodobé historie. Přednáškami a besedami členů obce s mládeží regionu dále usiluje o předávání legionářského odkazu budoucím pokolením, která snad jednou ideje a tradice původních legionářů ponesou dál.